# Impatiens phengklaii
Impatiens phengklaii är en balsaminväxtart som beskrevs av Tatemi Shimizu och Suksathan. Impatiens phengklaii ingår i släktet balsaminer, och familjen balsaminväxter. Inga underarter finns listade i Catalogue of Life.